# Victoria (soi)

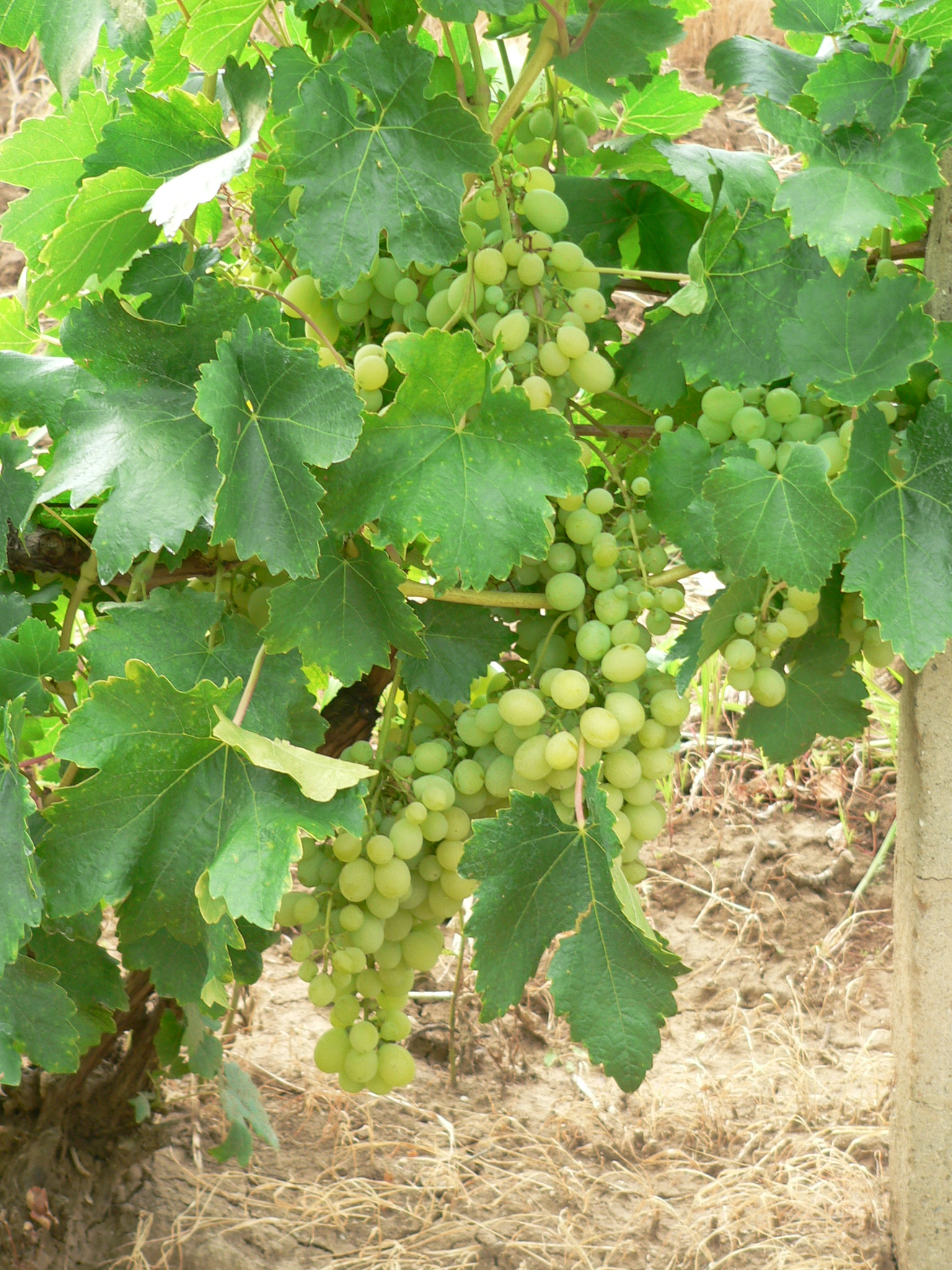
Soi românesc de struguri

Victoria este un soi de struguri de masă rezultat din încrucișarea soiurilor Cardinal și Afuz Ali.

## Istoric
Hibridările s-au efectuat în cadrul I.C.H.V. Bucuresti, de către Victoria Lepădatu. Lucrările de selecție au fost continuate de Gheorghe Condei la Stațiunea de Cercetări Viticole din Drăgășani, soiul fiind omologat în anul 1978. Este una din cele mai valoroase creații de soiuri românești pentru struguri de masa. Se impune prin timpurietate, dar mai ales prin aspectul foarte frumos al strugurilor si prin productivitate ridicata.

## Descriere
Sunt foarte mari, conici sau cilindro-conici, cu boabele asezate compact pe ciorchine. Bobul mare si foarte mare, ovoidal de culoare galbena-chihlimbarie (ambra); pulpa semicrocanta, gustul echilibrat, nearomat. 

## Insușiri agrobiologice
Victoria este un soi cu vigoare mijlocie spre mare, fertilitate buna (63-73% lastari fertili) si productivitate foarte mare, datorita marimii strugurilor. Rezistente biologice: buna la ger (-18°C -20 °C) si la seceta; se comporta bine fata de brumele si ingheturile de primavara, datorita dezmuguririi tarzii; rezistenta mijlocie la boli si daunatori. Formele de conducere in plantatii recomandate sunt: capul inaltat Dr. Guyot, cu taiere mixta si cordonul dublu genovez. Incarcatura de rod care se lasa la taiere este de 40 - 50 ochi/butuc, respectiv 15 - 17 ochi/m2.

## Insușiri tehnologice
Maturarea strugurilor are loc in epoca a II-a, durata de conservabilitate a strugurilor pe butuc este mare, cca 30 zile. Productiile de struguri sunt mari, de peste 16-18 t/ha, din care productie marfa 83-85 %. La maturitatea de consum, strugurii acumuleaza 140-150 g/l zaharuri, iar aciditatea este relativ scazuta 3,8-4 g/l H2SO4. Este considerat ca fiind creatia cea mai valoroasa de soiuri pentru struguri de masa din Romania.